# Jamiołki-Świetliki
Jamiołki-Świetliki – wieś w Polsce położona w województwie podlaskim, w powiecie wysokomazowieckim, w gminie Sokoły.
Zaścianek szlachecki Świetliki należący do okolicy zaściankowej Jamiołki położony był w drugiej połowie XVII wieku w powiecie suraskim ziemi bielskiej województwa podlaskiego. W latach 1975–1998 miejscowość administracyjnie należała do województwa łomżyńskiego.
Wierni kościoła rzymskokatolickiego należą do parafii  Wniebowzięcia NMP w Sokołach.

## Historia
Według niepotwierdzonych dokumentami przekazów ustnych, wieś powstała poprzez wydzielenie gruntów ze wsi Jamiołki-Klosy. Te same przypuszczenia mówią, że nazwa wsi łączona jest ze zjawiskiem świecenia w ciemności próchniejącego drewna. Prawdopodobnie wieś powstała wśród starych drzew olchowych, które powalone ze starości i spróchniałe dawały efekty świetlne. Inna hipoteza mówi o roślinie leczniczej nazywanej świetlikiem, która występowała powszechnie na okolicznych łąkach i pastwiskach. Jest pewne, że wzrost osadnictwa na tym terenie wystąpił w latach 1391–1444.
Słownik geograficzny Królestwa Polskiego i innych krajów słowiańskich podaje, że w roku 1827 w Jamiołkach-Świetlikach w 8 domach żyło 46 mieszkańców.
W roku 1891 we wsi było 8 gospodarstw.
W pobliżu miejscowości, w roku 1893, zbudowano Kolej Nadnarwiańską z Łap do Ostrołęki.
W roku 1921 naliczono tu 6 budynków z przeznaczeniem mieszkalnym oraz 28 mieszkańców (14 mężczyzn i 14 kobiet). Narodowość polską podały 22 osoby, a 6 żydowską.

## Współcześnie
We wsi 5 gospodarstw, specjalizujących się w produkcji mleka. Istnieje dogodny dojazd do gminnych Sokół.